# Julia Smith (compositrice)
Pour les articles homonymes, voir Smith et Julia Smith.
Julia Frances Smith, née le 25 janvier 1905 à Denton et morte le 27 avril 1989 à New York, est une compositrice, musicologue et pianiste américaine.

## Biographie
Julia Smith naît le 25 janvier 1905 à Denton, dans le Texas.
Elle sort diplômée de l'University of North Texas College of Music (en) 1930 puis continue ses études de piano et de composition à la Juilliard School de 1932 à 1939, année d'obtention de son diplôme. Elle obtient parallèlement un master en 1933 et un doctorat en 1952 à l'Université de New York. De 1932 à 1939 elle est pianiste à l’Orchestrette Classique (en) de New York, un orchestre composé de femmes. Pendant ce temps, elle donne également des concerts, principalement de musiques américaines, en Amérique latine, en Europe et aux États-unis. En tant qu'interprète, elle devient associée aux œuvres d'Aaron Copland. En 1935 Julia Smith commence un enseignement à temps partiel à la Hamlin School, Fair Lawn. De 1941 à 1946, elle enseigne à l'Hartt School où elle a fondé le département d'éducation musicale. En parallèle, de 1940 à 1942, elle est enseignante à la Juilliard School, puis, de 1944 à 1946 au Teachers College of Connecticut (en). Elle rejoint l'ASCAP en 1945[réf. nécessaire].
Le 23 avril 1938 Julia Smith se marie avec Oscar Albert Vielehr (né le 4 août 1892, Rochester, NY — mort le 30 novembre 1975, New York, NY), un ingénieur et un inventeur qui a travaillé pour la Gyroscope Company. Ils se sont rencontrés lors d'un concert.
En tant que compositrice, Smith est surtout connue pour ses opéras et ses œuvres orchestrales. Sa musique intègre des éléments de jazz, de musique folk et d'harmonie du XXe siècle français. Son style est direct, et bien que tonal, fait un usage intéressant de la dissonance. Une de ses œuvres remarquable est son Quatuor à Cordes qui utilise des mètres irréguliers et de rythmes entraînants ainsi que ses opéras Cynthia Parker et le chant du coq qui emploient de la musique folk dans un idiome tonal généralement conservateur.
Smith reçoit plusieurs récompenses et prix et est active dans plusieurs organismes de musique, en particulier à la Fédération nationale des clubs musicaux (en) pour qui elle a présidé le Decade of Women Committee (1970-79). En tant qu'écrivain ses publications incluent Aaron Copland: his Work and Contribution to American Music (New York, 1955) et un Directory of American Women Composers (Chicago, 1970).
Elle meurt à New York en 1989,.

## Œuvres
- Allegiance: Patriotic Song (en) (vers 1918)
- Cynthia Parker, opéra (vers 1939)
- Stranger of Manzano, opéra ; livret de John William Rogers
- Characteristic Suite pour piano (vers 1949)
- Cockcrow, opéra en un acte (1953)
- American Dance Suite pour deux pianos, quatre mains (vers 1957)
- Two Pieces pour violon alto et piano (1966)
- Concerto en mi mineur pour piano et orchestre (1938 ; rev. 1971)
- Glory to the Green and White, University of North Texas alma mater
- Daisy, opéra en deux actes ; livret de Bertita Harding
- God Bless This House extrait de l'opéra Daisy ; texte tiré du poème Blessing the House d'Anna Hempstead Branch (vers 1974)
- Five pieces, for Double Bass and Piano, pour contrebasse, édité par Homer R. Mensch (vers 1985)
- Prairie Kaleidoscope: five songs for voice and piano, poèmes d'Ona Mae Ratcliff (née Minnick ; 1909–2001), musique de Julia Smith (1981)
- Suite for Wind Octet (1980)

## Œuvres écrites
- (en) Julia Smith, Aaron Copland: his Work and Contribution to American Music, New York, Dutton, 1955
- (en) Julia Smith, Directory of American Women Composers, Julia Smith, National Federation of Music Clubs, 1970